# Sąd polubowny
Sąd polubowny – sąd niepaństwowy orzekający w sporach cywilnoprawnych poddanych mu pod rozstrzygnięcie mocą zapisu na sąd polubowny. Sądy polubowne mogą orzekać:
- w sprawach o prawa majątkowe;
- w sprawach o prawa niemajątkowe, które mogą być przedmiotem ugody, z wyjątkiem spraw o alimenty.

Działalność sądów polubownych w Polsce uregulowana jest w części V Kodeksu postępowania cywilnego po zmianie ustawą z dnia 28 lipca 2005 r. (Dz.U. z 2005 r. nr 178, poz. 1478, z późn. zm.) od art. 1154 do art. 1217.
Wyroki wydane przez sądy polubowne, po ich uznaniu lub po stwierdzeniu ich wykonalności przez sąd powszechny, mają taką samą moc prawną, jak wyroki sądów powszechnych. O uznaniu wydanego w kraju wyroku sądu polubownego lub ugody przed nim zawartej orzeka sąd powszechny na posiedzeniu niejawnym na wniosek strony; jeśli wyrok został wydany za granicą orzeczenie następuje na rozprawie. Sąd powszechny może odmówić uznania lub stwierdzenia wykonalności wyroku sądu polubownego, jeżeli stwierdzi że:
1. według przepisów ustawy spór nie może być poddany pod rozstrzygnięcie sądu polubownego,
2. uznanie lub wykonanie wyroku sądu polubownego lub ugody przed nim zawartej byłoby sprzeczne z podstawowymi zasadami porządku prawnego Rzeczypospolitej Polskiej.

Postępowanie przed sądem polubownym ma charakter jednoinstancyjny co oznacza, że stronom nie przysługuje możliwość odwołania się od wyroku sądu polubownego (chyba że strony umówiły się na sąd dwuinstancyjny (art. 1205 § 2 kpc)). Sąd polubowny rozstrzyga spór według prawa właściwego dla danego stosunku prawnego, niemniej jednak gdy strony go wyraźnie upoważnią - to może rozstrzygać spór według ogólnych zasad prawa lub zasad słuszności.
Poddanie sporu pod rozstrzygnięcie sądu polubownego wymaga umowy stron. Najczęściej już zawierając umowę strony określają, że ewentualne spory z niej wynikłe będą rozstrzygane przez sąd polubowny. Przy obecnie obowiązujących przepisach, w przypadku istnienia zapisu na sąd polubowny, strona nie może uchylić się od poddania sporu pod rozstrzygnięcie przed sądem polubownym.